# Wim Sanders
Willem (Wim) Evert Sanders (Arnhem, 9 augustus 1908 – Amsterdam, 11 april 1995) was een Nederlandse politieman en verzetsstrijder.

## Levensloop
Sanders groeide op in Enschede. Zijn vader was in deze plaats raadslid en wethouder namens de SDAP. Sanders haalde in 1925 zijn MULO-diploma en kreeg daarna een baan bij de politie, eerst in Lonneker als klerk en later in Enschede als inspecteur. Als grensgemeente kreeg Enschede in de jaren dertig regelmatig te maken met Joodse vluchtelingen uit Duitsland. De opdracht vanuit Den Haag was hen terug de grens over te zetten wanneer zij geen geldige papieren hadden. Sanders werkte hieraan mee. 
Na de Duitse inval in mei 1940 hielp Sanders de bezetter bij de arrestatie van verschillende Twentse communisten (in juni 1941) en joodse Enschedeërs (in september 1941). De meeste arrestanten uit deze laatste groepen verloren in de weken en maanden daarna het leven in het concentratiekamp Mauthausen.
De politieman kreeg echter steeds meer moeite met zijn medewerking aan de bezetter. In december 1941 weigerde hij om weigeraars van de Arbeitseinsatz op te pakken en werd gearresteerd. Op voorspraak van Walter Horak werd hij vrij gelaten, maar wel ontslagen bij de politie.
In de periode daarna raakte Sanders betrokken bij het verzet. Samen met Simon Schuilenga en Jan Posthuma, twee medewerkers van de PTT, vormde hij de Centrale Inlichtingendienst (CID). Zij probeerden een landelijk illegaal telefoonnetwerk aan te leggen. Verder legden zij zich toe op het afluisteren van de Sicherheitsdienst en andere Duitse instanties en verwierven zo veel informatie over SD-infiltranten en andere collaborateurs. Als hoofd van de CID vervulde Sanders  – die actief was onder de schuilnaam Hiemstra – een spilfunctie binnen het verzet. In februari 1945 ontkwam hij ternauwernood aan arrestatie. 
In diezelfde periode richtte hij de Dienst Politieke Misdrijven op. Dit was een groep, bestaande uit een man of zestig, die jacht maakten op verraders. Deze opsporingsdienst ging op in het Bureau Nationale Veiligheid, een voorloper van Binnenlandse Veiligheidsdienst (tegenwoordig bekend als de Algemene Inlichtingen- en Veiligheidsdienst). Sanders kwam echter al snel in conflict met Louis Einthoven, directeur van de BNV. Einthoven was aan het begin van de oorlog een van de drie voormannen geweest van de Nederlandsche Unie. Deze massabeweging probeerde binnen de grenzen van het Duitse bezettingswind het Nederlandse volk een zekere zelfstandige positie te bezorgen. Verschillende verzetsleden, waaronder Koos Vorrink (de eerste voorzitter van de Partij van de Arbeid), vonden dat de Nederlandsche Unie te ver was gegaan in de samenwerking met het Duitse bewind. 
Sanders raakte na de oorlog bevriend met Vorrink. In de media werd de strijd tussen Einthoven en Sanders daarom neergezet als een strijd tussen links en rechts. De strijd werd beslecht in het voordeel van Einthoven. Sanders werd in september 1946 vanwege de ontvreemding van dossiers gearresteerd in het kantoor van premier Louis Beel. Een paar uur later was hij weer op vrije voeten, maar een baan bij de veiligheidsdiensten kon hij op zijn buik schrijven.
Sanders speelde een dubieuze rol in de zaak rond Dries Riphagen. Riphagen was een Amsterdamse crimineel die tijdens de oorlog nauw met de Duitsers had samengewerkt. Hij was verantwoordelijk voor de arrestatie van zeker honderd Joden. Na de oorlog arresteerde de BNV Riphagen. Deze beloofde echter informatie te verstrekken over andere "foute" Nederlanders. In ruil daarvoor kon hij rekenen op een coulante behandeling. Riphagen werd niet ondergebracht in de gevangenis, maar bij BNV-medewerker Frits Kerkhoven. Sanders die op dat moment al volop verwikkeld was in de machtsstrijd met Einthoven, was bang dat zijn zachte aanpak van Riphagen tegen hem gebruikt kon worden. Volgens de Parool-journalisten Bart Middelburg en René ter Steege, die een boek schreven over Riphagen, zou Sanders hem zelfs hebben geholpen in een doodskist naar Duitsland te ontkomen.
In 1996 verscheen het boek De affaire-Sanders van de hand van Nederlands Instituut voor Oorlogsdocumentatie-medewerker Gerard Aalders en historicus Coen Hilbrink. In recensies kreeg dit boek veel kritiek omdat het veel te positief over Sanders zou zijn en veel van zijn misstappen zou goedpraten. Het NIOD-bestuur wenste niet de verantwoordelijkheid te nemen voor de tekstgedeelten van de hand van Hilbrink, omdat deze niet wetenschappelijk verantwoord zouden zijn.